# SV 08 Ricklingen
Maillots
Dernière mise à jour : 30 juillet 2012.
Le SV 08 Ricklingen est un club allemand de rugby à XV basé dans la banlieue de Hanovre.  Il participera au 2. Bundesliga Nord pour la saison 2012-2013.

## Histoire
Le SV 08 Ricklingen a été créé le 6 août 1908 dans une région où existaient les équipes du DSV 78 Hanovre, du TSV Victoria Linden et du DRC Hannover. Le club de Basse-Saxe (Niedersachsen) remporta 2 titres après la Seconde Guerre mondiale : le 1er en 1950 et le second, dix ans plus tard, en 1960. Ricklingen est l'une des équipes fondatrices de la Rugby Bundesliga en 1971.
En 1997, après une longue bataille juridique contre la Deutscher Rugby-Verband, le club est relégué dans la division inférieure. Bon nombre de joueurs quittent alors le SV 08 et l'équipe végétera plusieurs années en 2. Bundesliga. Pour la saison 2003-2004, les dirigeants décident d'une fusion avec le club voisin du DSV 78 Hanovre. Après quelques années avec des résultats en dents de scie, Ricklingen reprend son indépendance et s'associe alors avec le club de la ville de Wunstorf : ce retrait impliquera son retour dans la Regionalliga Niedersachsen en 2009. 

## Palmarès
- Vainqueur de la 1. Bundesliga en 1974

## Effectif de la saison 2011-2012
| Nom                   | Poste            | Date de naissance | Nationalité sportive | Sélections (PM) | Club précédent | Année d'arrivée au club |
| --------------------- | ---------------- | ----------------- | -------------------- | --------------- | -------------- | ----------------------- |
| Till Fischhöfer       | Pilier           | 26 février 1981   | Allemagne            | -               | -              | -                       |
| Benjamin Marx         | Pilier           | 26 septembre 1984 | Allemagne            | -               | -              | -                       |
| Christoph Heilemann   | Pilier           | 27 août 1982      | Allemagne            | -               | -              | -                       |
| Olaf Selke            | Pilier           | 2 juillet 1970    | Allemagne            | -               | -              | -                       |
| Michael Tannert       | Pilier           | 25 novembre 1977  | Allemagne            | -               | -              | -                       |
| Mathias Pöschi        | Pilier           | 22 juin 1979      | Allemagne            | -               | -              | -                       |
| Sebastian Burmeister  | Pilier           | 29 septembre 1985 | Allemagne            | -               | -              | -                       |
| Sascha Griess         | Talonneur        | 9 décembre 1972   | Allemagne            | -               | -              | -                       |
| Alexander Riedel      | Talonneur        | 13 septembre 1985 | Allemagne            | -               | -              | -                       |
| Sören Sievers         | Talonneur        | 15 janvier 1986   | Allemagne            | -               | -              | -                       |
| Andreas Glenewinkel   | Deuxième ligne   | 27 juillet 1980   | Allemagne            | -               | -              | -                       |
| Meik Naffin           | Deuxième ligne   | 16 avril 1986     | Allemagne            | -               | -              | -                       |
| Sven Schirmer         | Deuxième ligne   | 8 avril 1990      | Allemagne            | -               | -              | -                       |
| Olaf Riemenschneider  | Deuxième ligne   | 13 décembre 1968  | Allemagne            | -               | -              | -                       |
| Nicolas Grosse        | Deuxième ligne   | 1er juillet 1987  | Allemagne            | -               | -              | -                       |
| Nils Kasten           | Troisième ligne  | 19 mars 1985      | Allemagne            | -               | -              | -                       |
| Kim Köhne             | Troisième ligne  | 24 juillet 1985   | Allemagne            | -               | -              | -                       |
| Markus Berndt         | Troisième ligne  | 14 novembre 1986  | Allemagne            | -               | -              | -                       |
| Konstantin Osterwald  | Troisième ligne  | 16 septembre 1982 | Allemagne            | -               | -              | -                       |
| Hans-Christian Radtke | Troisième ligne  | 19 février 1986   | Allemagne            | -               | -              | -                       |
| Shaun Riley           | Troisième ligne  | 19 janvier 1966   | Angleterre           | -               | -              | -                       |
| Kim Kilian Wolf       | Troisième ligne  | 11 novembre 1988  | Allemagne            | -               | -              | -                       |
| Leon Mann             | Troisième ligne  | 14 mars 1992      | Allemagne            | -               | -              | -                       |
| Christop Jagstaidt    | Troisième ligne  | 27 juillet 1989   | Allemagne            | -               | -              | -                       |
| Matt Angland          | Troisième ligne  | 23 mai 1986       | Nouvelle-Zélande     | -               | -              | -                       |
| Hannes Schröder       | Troisième ligne  | 11 juillet 1989   | Allemagne            | -               | -              | -                       |
| Kolja Preuss          | Demi de mêlée    | 19 février 1989   | Allemagne            | -               | -              | -                       |
| Florian Pickert       | Demi de mêlée    | 13 janvier 1993   | Allemagne            | -               | -              | -                       |
| David Schohr          | Demi de mêlée    | 12 février 1991   | Allemagne            | -               | -              | -                       |
| Tobias Kasten         | Demi d'ouverture | 17 février 1983   | Allemagne            | -               | -              | -                       |
| Oliver Bendt          | Demi d'ouverture | 17 septembre 1988 | Allemagne            | -               | -              | -                       |
| Dennis Gefeller       | Centre           | 31 juillet 1984   | Allemagne            | -               | -              | -                       |
| David Duberow         | Centre           | 3 novembre 1987   | Allemagne            | -               | -              | -                       |
| Sascha Kasten         | Centre           | 18 juin 1974      | Allemagne            | -               | -              | -                       |
| David Paracek         | Centre           | 23 septembre 1973 | Allemagne            | -               | -              | -                       |
| Daniel Pfingsten      | Centre           | 11 février 1987   | Allemagne            | -               | -              | -                       |
| Hagen Leo             | Ailier           | 21 novembre 1990  | Allemagne            | -               | -              | -                       |
| Steven Posey          | Ailier           | 16 février 1989   | Angleterre           | -               | -              | -                       |
| Marcel Sarluis        | Ailier           | 29 mars 1968      | Allemagne            | -               | -              | -                       |
| Kevin Posey           | Ailier           | 25 août 1992      | Allemagne            | -               | -              | -                       |
| Jan Borchers          | Ailier           | 1er juin 1985     | Allemagne            | -               | -              | -                       |
| David Schulz          | Arrière          | 2 mai 1989        | Allemagne            | -               | -              | -                       |